# Nicolas Mermet-Maréchal
Nicolas Mermet-Maréchal, né le 28 avril 1970 à Lons-le-Saunier, est un footballeur français et est actuellement le sélectionneur de l'équipe de France militaire de football. Il évolue au poste de milieu de terrain du milieu des années 1980 au début des années 2000, puis s'est reconverti en entraîneur du milieu des années 2000 au début des années 2010.

## Biographie

### Carrière de Joueur
Formé à l'AS Saint-Étienne, Mermet-Maréchal intègre l'équipe réserve en 1986. Il fait ses débuts en équipe première en 1987, disputant six matchs en Division 1 avec les Verts.
En 1991, il rejoint le FC Annecy, où il joue jusqu'en 1993, accumulant 58 apparitions et inscrivant neuf buts. Il poursuit sa carrière au Red Star 93 de 1993 à 1997, participant à 154 rencontres et marquant quatre buts. Enfin, il termine sa carrière professionnelle au CS Louhans-Cuiseaux entre 1997 et 2001, avec 76 matchs.
Au total, Mermet-Maréchal compte 243 matchs en Division 2, dont une majorité avec le Red Star 93.

### Carrière d'Entraîneur
Après sa retraite de joueur, Mermet-Maréchal obtient en janvier 2002 le Diplôme d'Entraîneur de Football (DEF). Il prend les rênes du FC Chalon de 2004 à 2010. En 2022, il est nommé sélectionneur de l'équipe de France militaire de football,.

### Reconversion et Formation
En juillet 2024, Mermet-Maréchal intervient en tant que Conseiller Technique Régional (CTR) Formation lors de la reprise du Brevet de Moniteur de Football (BMF) en apprentissage pour la saison 2024-2025, organisée par la Ligue Bourgogne-Franche-Comté de Football.

## Palmarès
- Division d'honneur régionale (DHR) de Rhône-Alpes : Vainqueur en 1989 avec l'équipe réserve de l'AS Saint-Étienne.
- Coupe de Bourgogne : Vainqueur en 1997 avec le Louhans-Cuiseaux Football Club.